# 曲雀䲁
曲雀䲁（學名：Glyptoparus delicatulus），為輻鰭魚綱鳚形目䲁科曲雀䲁屬的一種，分布於印度西太平洋區，從東非至羅圖馬島，北至琉球群島及小笠原群島，南至大堡礁海域，深度0至8公尺，本魚體延長，稍側扁，頭鈍短，頭頂無冠膜，下顎後方每側有2或3顆犬齒，眼睛上方、鼻孔及頸背有觸鬚，背鰭棘狀部與軟部之間有深凹口，尾鰭稍圓，體色淺褐色半透明，有一系列棕色和白色的斑點，頭上有粉紅色到綠色的條紋，背鰭硬棘12枚、背鰭軟條16-17枚、臀鰭硬棘2枚、臀鰭軟條18-19枚，體長可達5公分，棲息在礁沙混合的潟湖或珊瑚礁，通常成對或小群活動，雌魚產附著性卵，雄魚有護卵行為，幼魚為浮游性，生活習性不明，可做為觀賞魚。